# Општина Урмениш (Бистрица-Насауд)
Урмениш (рум. Urmeniş) општина је у Румунији у округу Бистрица-Насауд.
Oпштина се налази на надморској висини од 374 m.